# Castillo de Marsvinsholm
El castillo de Marsvinsholm (en sueco: Marsvinsholms slott) es una fortificación ubicada en el municipio de Ystad, Escania, Suecia.

## Historia
A mediados del siglo XIV, el castillo era propiedad de la familia Ulfeld. La posesión se transfirió a Otto Marsvin alrededor de 1630, que construyó el castillo entre 1644-1648 y le cambió el nombre. El nombre se deriva de una antigua palabra nórdica para marsopa. El castillo fue construido al comienzo de un pequeño lago. Forma un cuadrado en 4 plantas y el noreste y suroeste, y las esquinas están provistas de torres de cinco pisos. Entre 1782-178, Erik Ruuth hizo una profunda renovación. Entre 1856-1857, el barón Jules Sjöblad restauró el castillo.
A través de la sucesión y la venta del castillo, éste ha pertenecido a la familia Thott, von Königsmarck, de la Gardie, Sjöblad, Ruuth, Piper, Tornerhielm y Wachtmeister. El conde Carl Wachtmeister vendió el castillo y las tierras restantes a Jules Stjernblad en 1854. El castillo fue entregado a su hija, la duquesa Ida Eherensvärd. Sus hijos, Rutger, Louise y Madeleine Bennet lo obtuvieron hasta 1910 cuando fue vendido a la dama Johannes Jahennesen. En 1938 fue cedido a su hija, Anna Margrethe y su marido Iörgen Wedelboe-Larsen. Su hijo lo vendió en 1978 a Bengt Iacobaeus. El señor Tomas Iacobaeus es el actual propietario de Marsvinsholm.